# Gabriele Mari
Gabriele Mari (Ravenna, 10 marzo 1973) è un autore di giochi, educatore e scrittore italiano, attivo nel settore dei giochi da tavolo e nell'ambito dell'educazione inclusiva.

## Biografia
Dopo aver iniziato la sua carriera come educatore presso la cooperativa sociale La Pieve di Ravenna, ha maturato oltre venticinque anni di esperienza nel campo della disabilità giovanile e dell'autismo. Ha integrato il gioco strutturato nella pratica educativa quotidiana, proponendolo in contesti quali scuole, centri per la disabilità e istituti penitenziari.
Ha avviato la sua carriera professionale nel settore dei giochi da tavolo nel 2007 con la pubblicazione di Garibaldi: La Trafila, edito da Nexus Editrice. Il gioco, ideato all'interno de La Ludoteca dei Cacciatori di Teste di Ravenna, ripercorre la fuga di Giuseppe Garibaldi attraverso le paludi della Romagna nel 1849. Nel 2009 ha collaborato con Ravensburger per la creazione di Mister X: Flucht durch Europa, un gioco di movimento nascosto attraverso le principali città europee, ampliando e rinnovando il classico Scotland Yard.
Dal 2012 collabora strettamente con Giacomo Santopietro, operando come game designer e sviluppatore per Cobblepot Games. Tra i suoi titoli più noti vi sono Lettere da Whitechapel, Whitehall Mystery e Penny Dreadfuls: gli Orrori di Londra, con Gianluca Santopietro.  Nel 2016 ha ideato Raccontami una Storia, un gioco da tavolo narrativo selezionato per l'iniziativa Scrittori di Classe 2 promossa da Conad, mirata a stimolare la creatività e la narrazione tra gli studenti delle scuole primarie e secondarie di primo grado.
Nel 2015, insieme a Christian Rivalta, ha avviato il progetto educativo Giocare Dentro all'interno della Casa Circondariale di Ravenna, utilizzando i giochi da tavolo come strumento per promuovere la comunicazione, l'autoconsapevolezza e la gestione dei conflitti tra i detenuti.
Nel 2017 ha co-creato La Caccia all’Anello insieme a Marco Maggi e Francesco Nepitello, un gioco da tavolo ufficialmente ambientato nell'universo narrativo de Il Signore degli Anelli di J.R.R. Tolkien, ricreando i primi capitoli del romanzo, in cui Frodo Baggins tenta di sfuggire ai Nazgûl per raggiungere Gran Burrone.
Nel 2022 ha ideato Dante Alighieri: Comedia – Purgatorio, un gioco ispirato al Purgatorio della Divina Commedia, progettato per stimolare le capacità cognitive di persone affette da Parkinson e altre malattie neurodegenerative. Il progetto è stato realizzato in collaborazione con l'associazione Ravenna Parkinson, con il supporto medico-scientifico del dottor Claudio Callegarini, e con il patrocinio del Comune di Ravenna. Da allora, continua a collaborare alla progettazione di vari giochi educativi accessibili e inclusivi, pensati per favorire l'apprendimento. Tra questi si annoverano A Caccia di Conchiglie e La Corsa dei Colori, entrambi parte della collana "Tutti in Gioco" per la casa editrice Erickson.
Parallelamente all'attività autoriale, è docente del corso Erickson Game Trainer e promotore del progetto Educatori Ludici, volto a diffondere l'uso del gioco da tavolo come strumento educativo. Nel 2017 ha pubblicato il libro Tuttingioco, in cui raccoglie esperienze e strategie sull'impiego del gioco strutturato in ambito educativo.
Nel 2025 ha esteso il progetto Giocare Dentro al carcere di Santa Maria Capua Vetere, in provincia di Caserta. L'iniziativa ha previsto l'organizzazione di laboratori ludici rivolti ai detenuti, utilizzando il gioco come metafora di legalità per favorire il reinserimento sociale. La collaborazione con Giochi Uniti ha permesso di donare una ludoteca permanente alla struttura penitenziaria.

## Ludografia
- Garibaldi: La Trafila, Nexus Editrice, 2007
- Mister X: Flucht durch Europa, Ravensburger, 2009
- Con Gianluca Santopietro, Lettere da Whitechapel, Giochi Uniti, 2011
- Con Gianluca Santopietro, Ravenna Fatto d'Arme, Cobblepot Games, 2013
- Raccontami una Storia, Pendragon Game Studio, 2016
- Con Gianluca Santopietro, Lettere da Whitechapel: Dear Boss, Giochi Uniti, 2016
- Raccontami una Storia: Halloween, Pendragon Game Studio, 2016
- Con Marco Maggi e Francesco Nepitello, La Caccia all'Anello, Ares Games, 2017
- Con Gianluca Santopietro, Whitehall Mystery, Giochi Uniti, 2017
- Con Gianluca Santopietro, La Casa de Papel: Behind the Mask, Clementoni su licenza Netflix, 2021
- Con Martino Chiacchiera, City Chase, Korea Boardgames, 2021
- Con vari autori, Quindici Giochi con Piero, MS Edizioni, 2021
- Dante Alighieri: Comedia – Purgatorio, Top Hat Games, 2022
- Con Gianluca Santopietro, Penny Dreadfuls: Gli Orrori di Londra, Giochi Uniti, 2023
- A caccia di conchiglie, Erickson, 2023
- La Corsa dei Colori, Erickson, 2024
- Con Gianluca Santopietro, Rimini Libera, Comune di Rimini, 2024
- Con Marco Maggi e Francesco Nepitello, Hunt for the Ring: Light and Shadow, Ares Games, 2025